# Romano Donzelli
Romano Donzelli (Roccabianca, 5 maggio 1946) è un ex calciatore italiano, di ruolo difensore.

## Carriera
Nel 1964 debutta in Serie B con la Reggiana disputando sei campionati e totalizzando 62 presenze nella serie cadetta.
Nel 1970 passa al Rovereto e l'anno successivo al Parma, in Serie C, e termina la carriera nel 1974 dopo aver ottenuto una promozione in Serie B nel campionato 1972-1973.

## Palmarès

### Club

#### Competizioni nazionali
- Serie C: 1

Parma: 1972-1973